# FBP1
FBP1 (англ. Fructose-bisphosphatase 1) – білок, який кодується однойменним геном, розташованим у людей на короткому плечі 9-ї хромосоми. Довжина поліпептидного ланцюга білка становить 338 амінокислот, а молекулярна маса — 36 842.
| 10         |  | 20         |  | 30         |  | 40         |  | 50         |
| ---------- |  | ---------- |  | ---------- |  | ---------- |  | ---------- |
| MADQAPFDTD |  | VNTLTRFVME |  | EGRKARGTGE |  | LTQLLNSLCT |  | AVKAISSAVR |
| KAGIAHLYGI |  | AGSTNVTGDQ |  | VKKLDVLSND |  | LVMNMLKSSF |  | ATCVLVSEED |
| KHAIIVEPEK |  | RGKYVVCFDP |  | LDGSSNIDCL |  | VSVGTIFGIY |  | RKKSTDEPSE |
| KDALQPGRNL |  | VAAGYALYGS |  | ATMLVLAMDC |  | GVNCFMLDPA |  | IGEFILVDKD |
| VKIKKKGKIY |  | SLNEGYARDF |  | DPAVTEYIQR |  | KKFPPDNSAP |  | YGARYVGSMV |
| ADVHRTLVYG |  | GIFLYPANKK |  | SPNGKLRLLY |  | ECNPMAYVME |  | KAGGMATTGK |
| EAVLDVIPTD |  | IHQRAPVILG |  | SPDDVLEFLK |  | VYEKHSAQ   |  |            |

A: Аланін

C: Цистеїн

D: Аспарагінова кислота

E: Глутамінова кислота

F: Фенілаланін

G: Гліцин

H: Гістидин

I: Ізолейцин

K: Лізин

L: Лейцин

M: Метіонін

N: Аспарагін

P: Пролін

Q: Глутамін

R: Аргінін

S: Серин

T: Треонін

V: Валін

Кодований геном білок за функціями належить до гідролаз, фосфопротеїнів. 
Задіяний у таких біологічних процесах, як глюконеогенез, вуглеводний обмін, ацетилювання. 
Білок має сайт для зв'язування з іонами металів, іоном магнію.